# Сижина
Сижина — река в России, протекает по Селижаровскому району Тверской области. Устье реки находится в 5 км по левому берегу реки Селижаровка у деревни Берники Ларионовского сельского поселения. Длина реки составляет 16 км, площадь водосборного бассейна — 46,6 км².
На реке стоят деревни Талицкого сельского поселения Плаксино и Кононово. Ниже река протекает по территории Ларионовского сельского поселения, где по берегам реки стоят деревни Шалахино, Ларионово, Кубышкино, Килешино и Берники.

## Данные водного реестра
По данным государственного водного реестра России относится к Верхневолжскому бассейновому округу, водохозяйственный участок реки — Волга от Верхневолжского бейшлота до города Зубцов, без реки Вазуза от истока до Зубцовского гидроузла, речной подбассейн реки — бассейны притоков (Верхней) Волги до Рыбинского водохранилища. Речной бассейн реки — (Верхняя) Волга до Куйбышевского водохранилища (без бассейна Оки).
Код объекта в государственном водном реестре — 08010100412110000000366.